# Matayba sylvatica
Matayba sylvatica là một loài thực vật có hoa trong họ Bồ hòn. Loài này được (Casar.) Radlk. mô tả khoa học đầu tiên năm 1879.